# إل فايي
بلدية إل فايي (بالإسبانية: El Valle) هي بلدية تقع في مقاطعة غرناطة التابعة لمنطقة أندلوسيا جنوب إسبانيا.

## الديموغرافيا
بلغ عدد سكان بلدية إل فايي 1.161 نسمة عام 2011 (وفقاً للمعهد الوطني الإسباني للإحصاء).
| 1.431 | 1.326 | 1.219 | 1.139 | 1.174 | 1.143 | 1.161 |